# Кальдерон, Филипп-Гермогенес
Филипп Гермогенес Кальдерон (англ. Philip Hermogenes Calderon; 1833—1898) — английский живописец и график круга прерафаэлитов; основное тяготение мастер испытывал к историческим и жанровым сюжетам. Член Королевской Академии художеств.

## Биография
Сын испанца и француженки. Отец Кальдерона, католический священник, эмигрировал в Англию и принял англиканство, а в Британии преподавал испанскую литературу. Семейное предание хранило легенду о родстве с Педро Кальдероном.
Учился в Лондоне у Джеймса Ли, совершенствовался в Париже под руководством Пико. За первой выставленной им в 1857 году картиной «Нарушенное обещание» (англ. Broken Vows), которая своей сентиментальностью снискала ему любовь английской публики, последовал ряд других картин, разнообразных по содержанию и отличающихся естественностью и оживлённостью композиции, выразительностью фигур и солидностью живописи, например, «Дочь тюремщика», «Французские крестьяне, нашедшие своё пропавшее дитя», «Освобождение заключённых», «Брачное предложение» (1861 год, одно из лучших произведений художника), «После сражения», «Британское посольство в Париже в вечер перед Варфоломеевской ночью» (1863), «Молодой лорд Гамлет» (1868), «Весна, прогоняющая осень», «Царица турнира» (1874).
Несколько его картин находятся в галерее Тейт.

## Картины

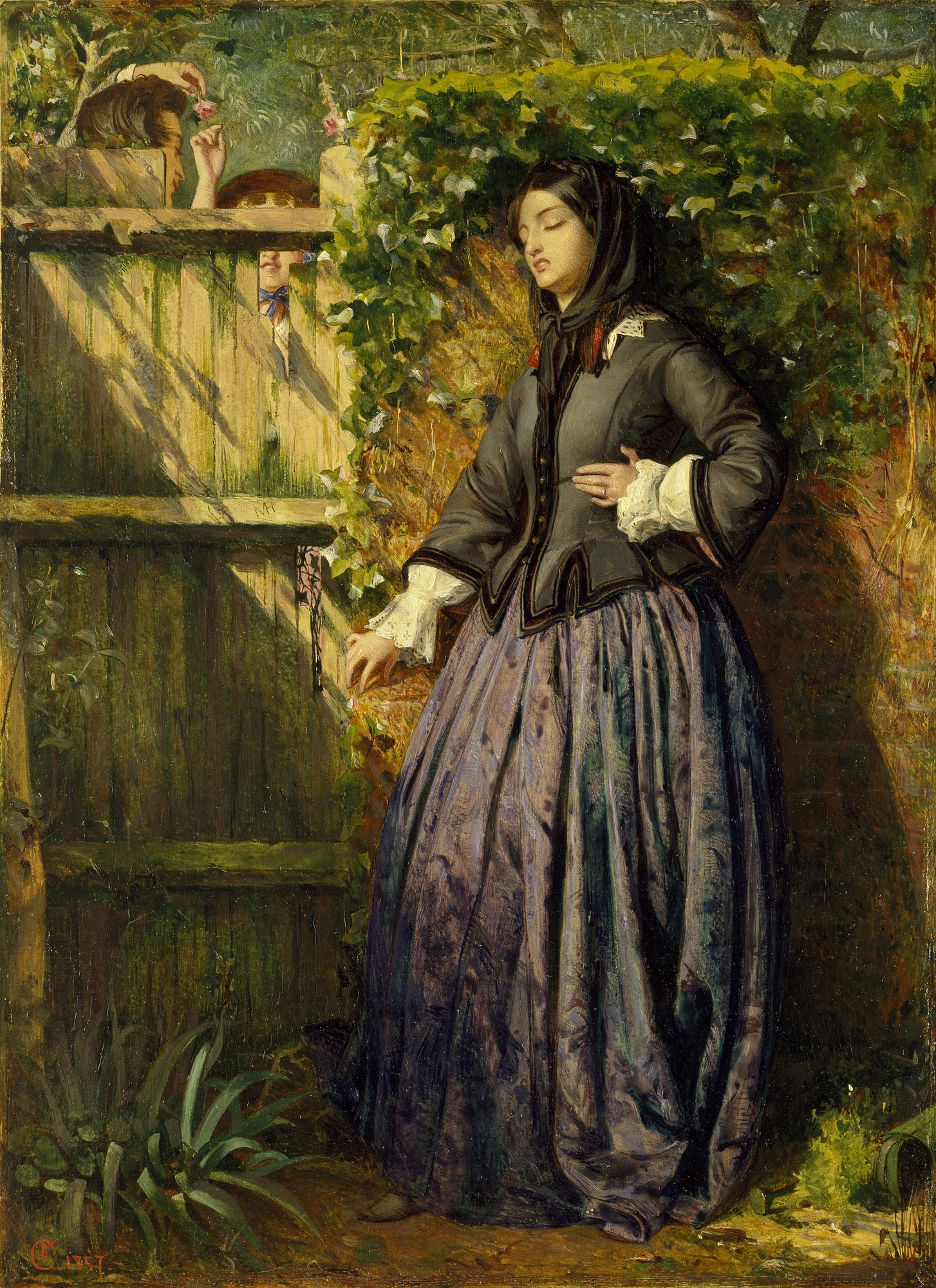
«Нарушенное обещание» / Broken Vows (1856)
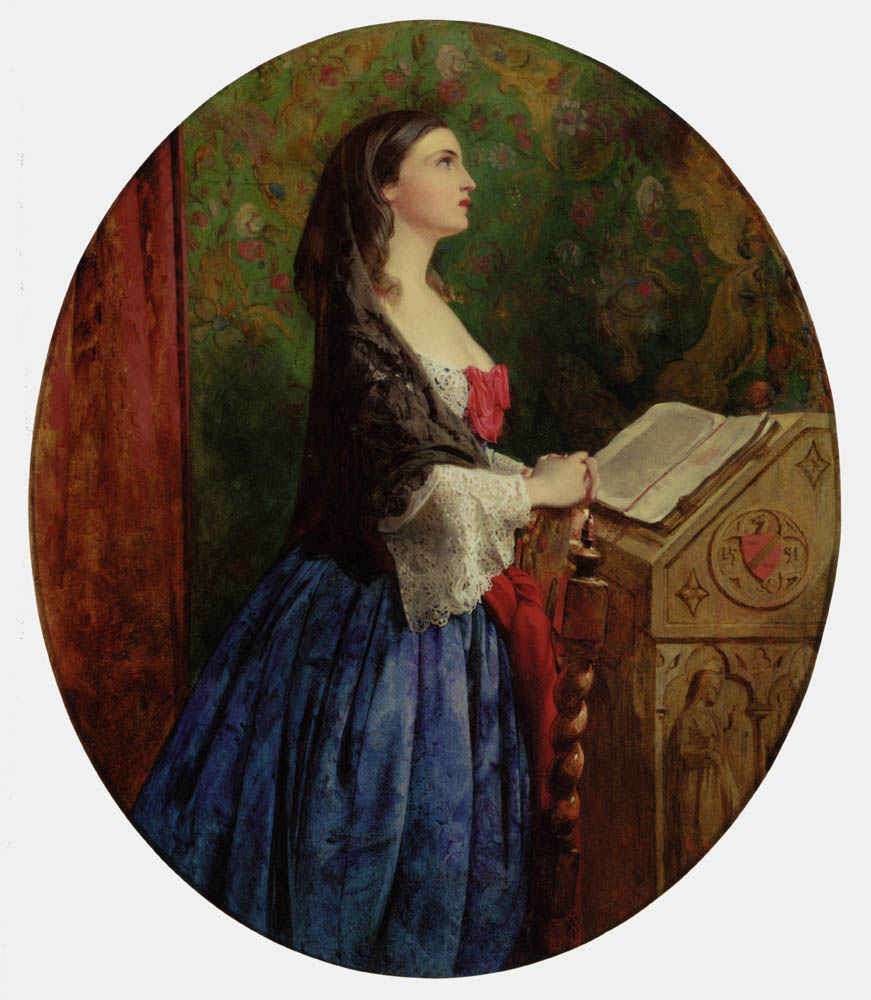
«Аве Мария» / Ave Maria (1858)
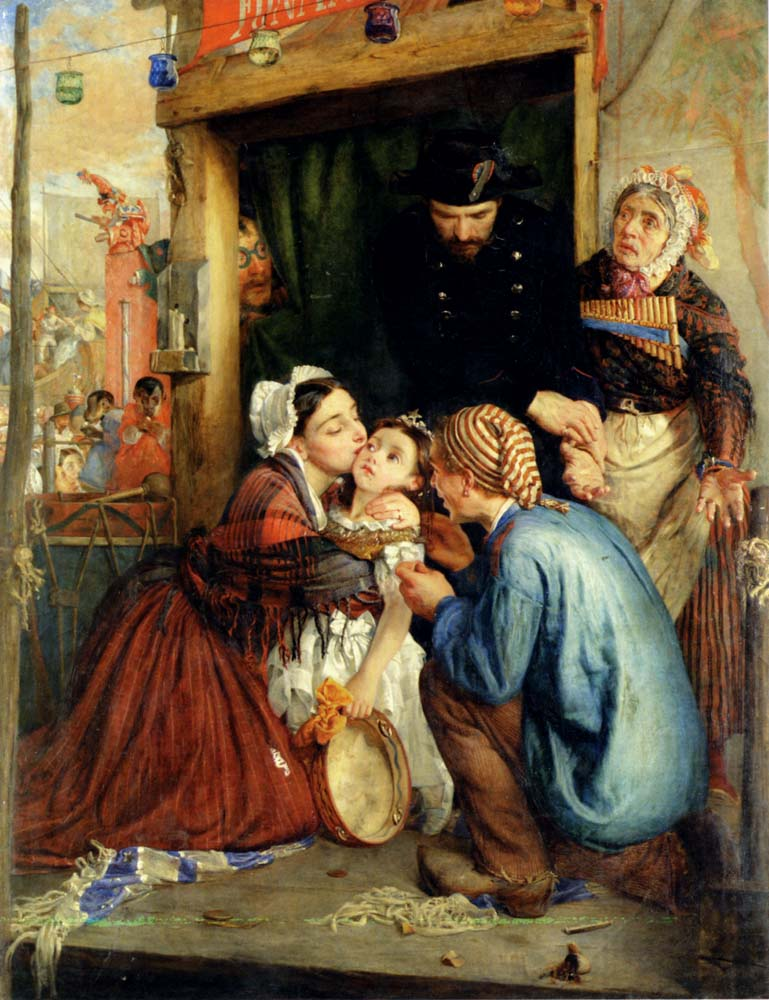
«Французские крестьяне, нашедшие своё пропавшее дитя» / French Peasants Finding Their Stolen Child (1859)
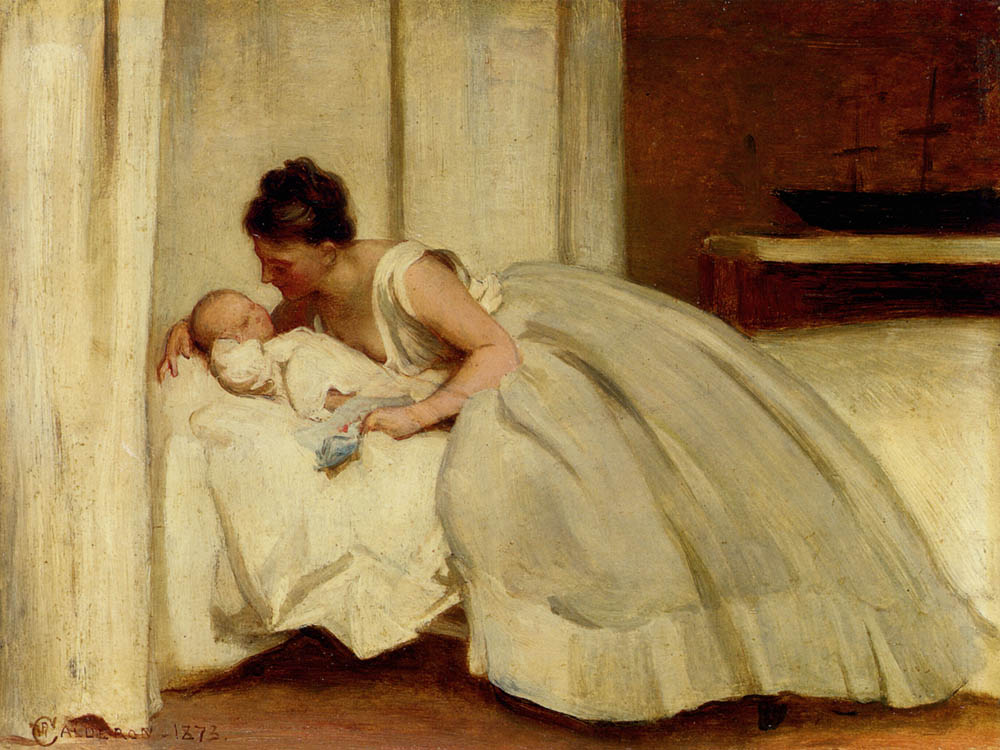
«Письмо от папы» / Letter From Daddy (1873)
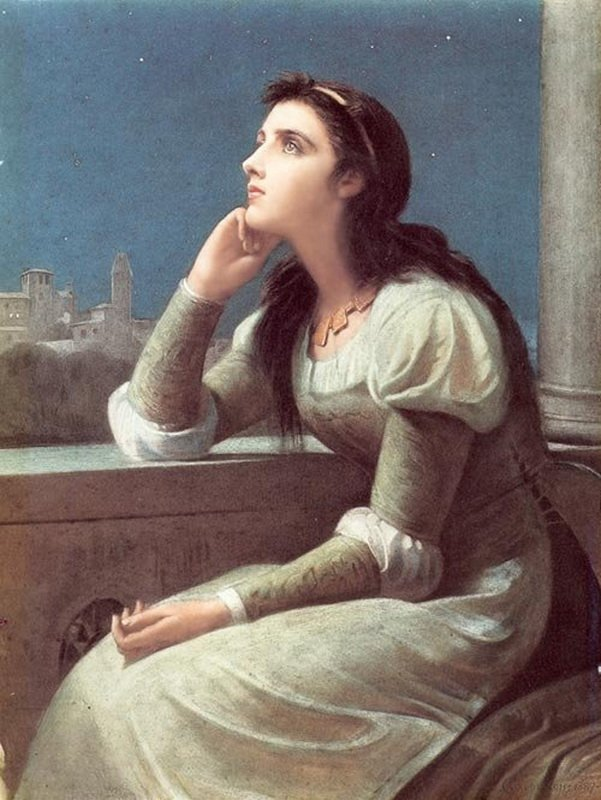
«Джульетта» / Juliet (1888)
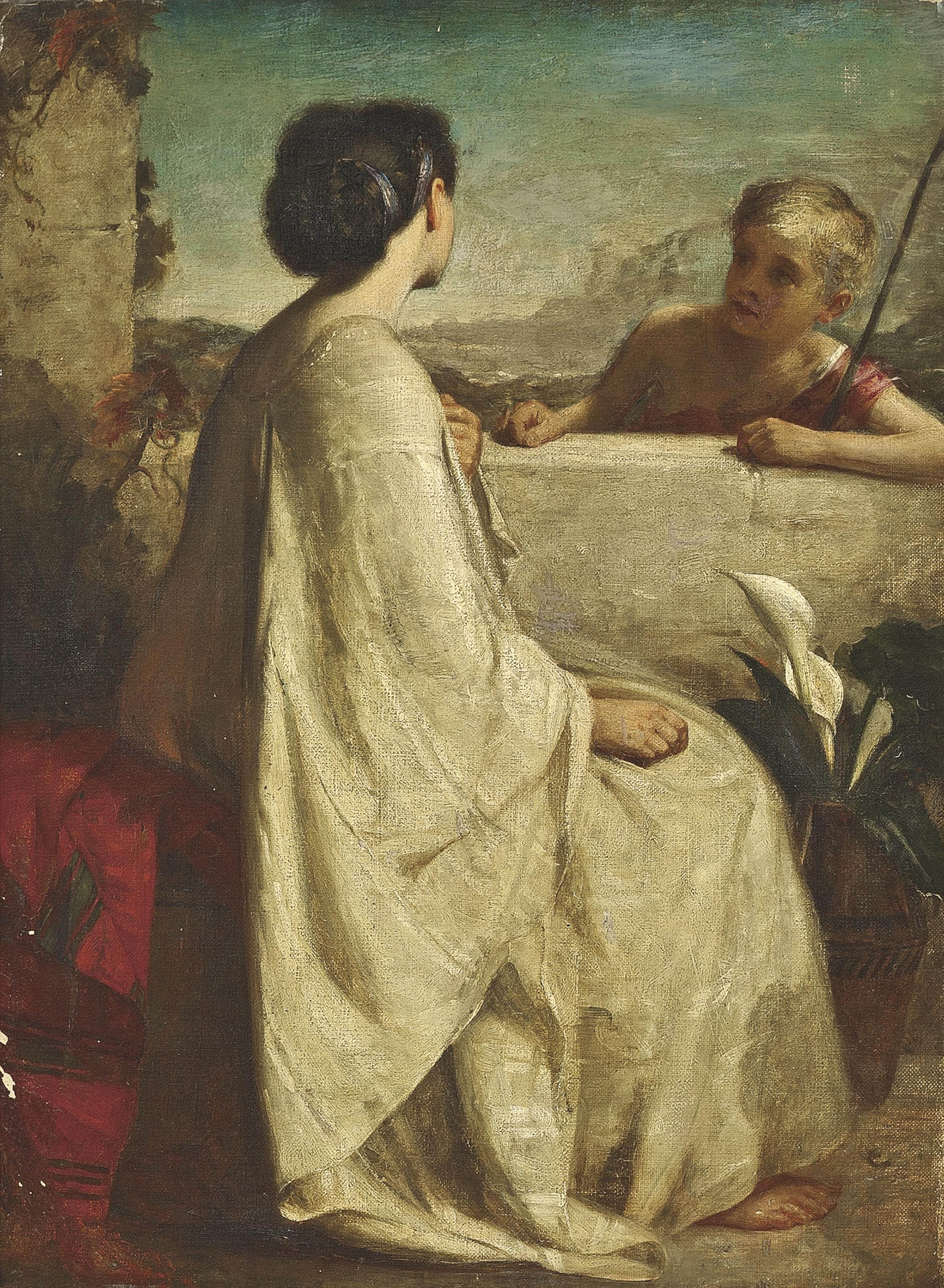
Марианна / Mariana (сцена из пьесы «Мера за меру»)